# Szárd Királyság
A Szárd Királyság (latinul: Regnum Sardiniae, spanyolul: Reino de Cerdeña, olaszul: Regno di Sardegna), vagy a Savoyai-időszakot követően 1847-től Szárd–Piemonti Királyság, egykori történelmi itáliai állam Dél-Európában, amely a középkortól a korai újkorig állt fenn. 1847 előtt tulajdonképpen csak Szardínia képezte a királyságot, amelyet egyesítettek a Savoyaiak kontinentális birtokaival (Savoyai Hercegség, Piemonti Fejedelemség, Nizza tartomány, Genova és mások). A perszonálunió kikiáltását követően az újonnan létrejött szárd–piemonti monarchia hivatalos megnevezése Őfelsége, Szardínia királyának állama volt. Innen indult 1859-ben a Risorgimento II. Viktor Emánuel király vezetésével, így az ország közvetlenül az Olasz Királyság elődállamának számít.
A királyságot kezdetben Szardínia szigete alkotta, amely 1324-től, II. Jakab aragóniai király által az Aragón Korona befolyása alá került. Az aragóniai és a kasztíliai korona egyesülését követően a virágzó Spanyol Birodalom része lett a Habsburgok uralma alatt. A spanyol örökösödési háború során Ausztria kezébe került, ám 1720-ban VI. Károly császár Szardíniát átengedte II. Viktor Amadé savoyai hercegnek. A Savoyaiak idővel egyesítették birtokaikat, ezzel létrehozva a szárd–piemonti királyi címet.
A Savoyai-ház uralma alatt az ország kormányzata, uralkodó osztálya, valamint kulturális központja átkerült a piemonti régióba. Innentől Szardínia szigete másodlagos lett a monarchia szempontjából, igazgatását alkirályok intézték, akiknek de jure székhelye Cagliari volt. Az ország hivatalos fővárosa 1814-től a már korábban is a hatalom de facto központjának számító Torino lett. A krími háború idejére az ország jelentős hatalommá nőtte ki magát, ami a szárd–francia–osztrák háborún keresztül végül Itália egyesítéséhez és az Olasz Királyság kikiáltásához vezetett. Ezzel a Szárd–Piemonti Királyság számít az Olasz Királyság elődállamának, amely pedig a mai Olaszország jogelődje.

## Története

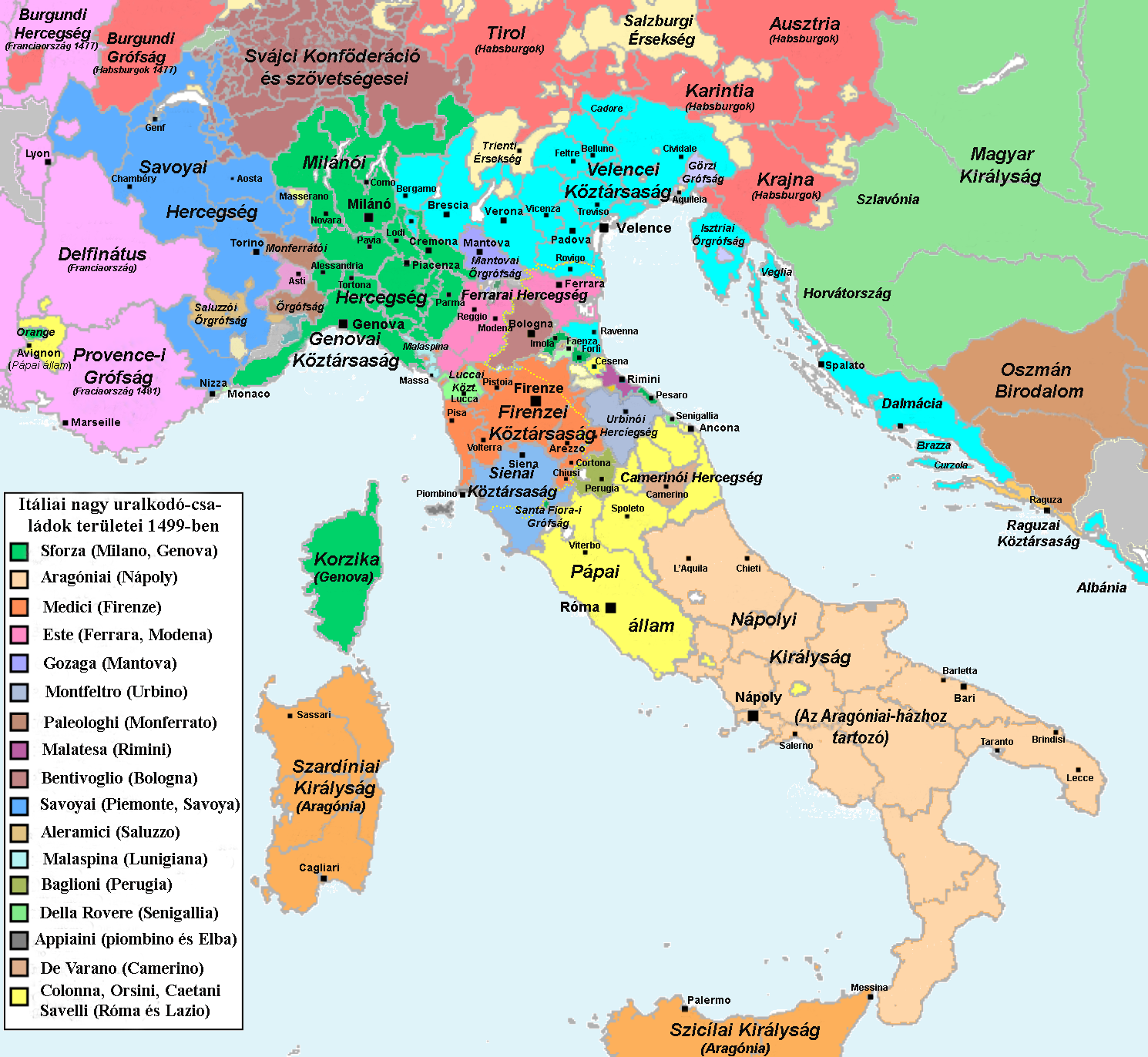
Itália 1499-ben

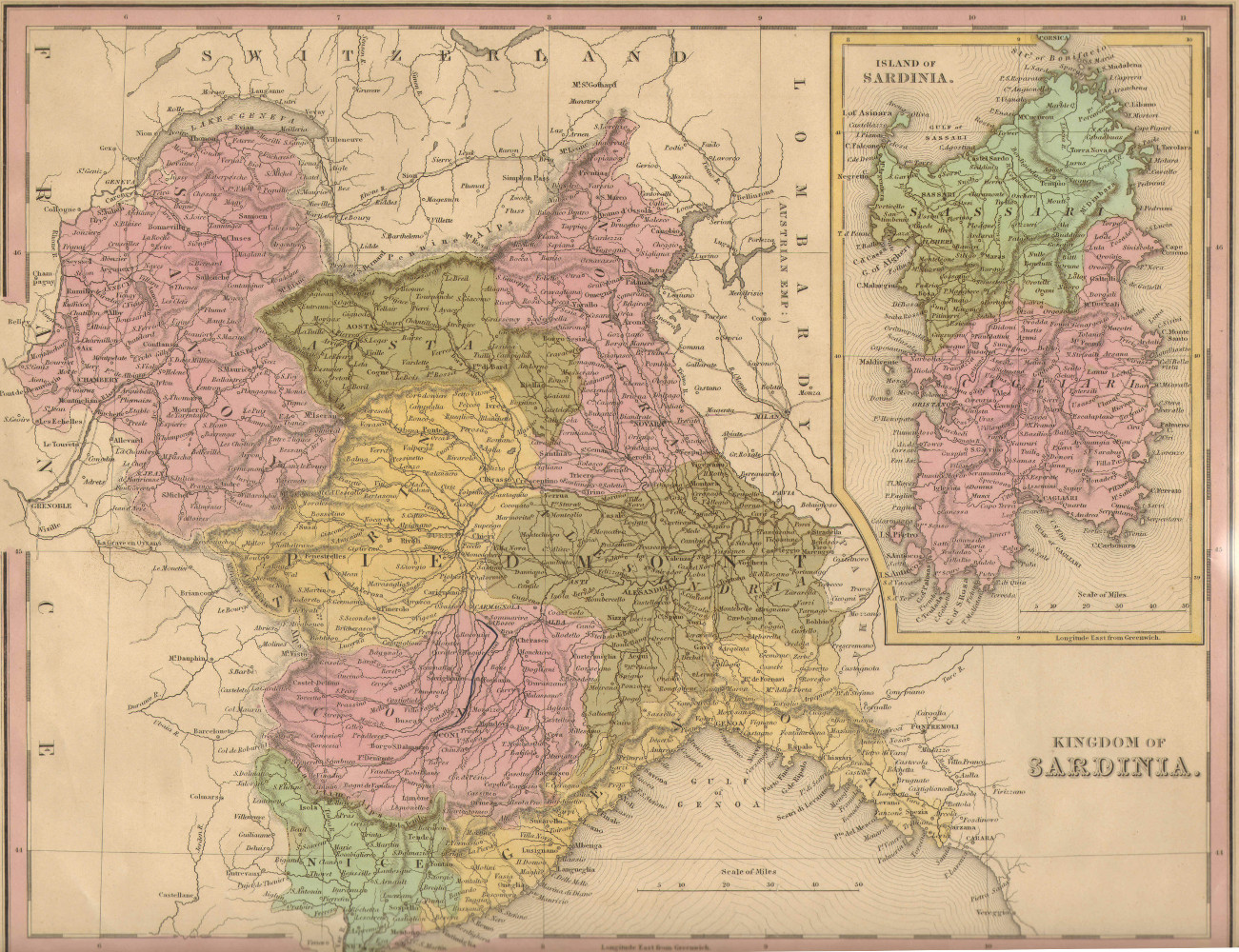
A Szárd Királyság területe 1839-ben

Savoya hercege, II. Viktor Amadé 1713-ban a spanyol örökösödési háborút lezáró utrechti békeszerződésben megkapta Szicília királyának címét, erről azonban 1718-ban a londoni szerződés értelmében le kellett mondania a spanyol király javára.
1720-ban Viktor Amadé (aki Savoya hercegeként a Német-római Birodalom hűbérese volt) kárpótlásul megkapta a Habsburg Birodalomhoz tartozó Szardínia szigetét VI. Károly német-római császártól, aki elismerte őt Szardínia királyának. Az új állam, a Szárd Királyság ekkor a Savoyai Hercegség, Piemont, Nizza és Szardínia tartományokból állt. Fővárosává a piemonti Torinót tették meg. Szardíniát alkirály igazgatta helytartóként, ezért az államot – megkülönböztetésül a korábbi szardíniai királyságoktól – Szárd–Piemonti Királyságnak is nevezték.
1792-ben a forradalmi Franciaország csapatai megszállták a királyság egy részét. 1796-ban a győzelmesen bevonuló Napoléon Bonaparte tábornok III. Viktor Amadé királyt Nizza és a Savoyai Hercegség átadására kényszerítette, majd 1802-ben Piemontot is Franciaországhoz csatolta. A bécsi kongresszus 1814-ben helyreállította az állam területi egységét, és hozzácsatolta a Genovai Köztársaság területét is.
A 19. században mint az egyetlen önálló és katonailag szervezett itáliai állam, a Szárd Királyság az Itália függetlenségéért és egységéért folytatott katonai, politikai és diplomáciai harc (risorgimento) vezetője volt. Károly Albert király azonban az 1849-es osztrák–olasz háborúban súlyos vereséget szenvedett Radetzky csapataitól. Csak a Camillo Benso di Cavour szárd–piemonti miniszterelnök által létrehozott francia–olasz szövetségnek sikerült az 1859-es szárd–francia–osztrák háború során Ausztriától megszerezni Lombardiát, de ennek fejében a Szárd Királyság 1860-ban a Nizzai Grófságot és a Savoyai Hercegséget átengedni kényszerült Franciaországnak.
1860-ban újabb felkelések révén megdöntötték az itáliai osztrák fejedelmek uralmát, Toszkána, Parma, Modena és Romagna új vezetése csatlakozott a Szárd–Piemonti Királysághoz. Giuseppe Garibaldi csapatainak a Nápoly-Szicíliai Királyság ellen intézett merész támadásai felszabadították Szicíliát és Dél-Olaszországot.
1861-ben II. Viktor Emánuel szárd–piemonti király felvette az olasz királyi (Re d’Italia) címet, és a Szárd–Piemonti Királyságot beolvasztotta az egységes Olasz Királyságba.